# Charles Cook
Charles Cook (12 ottobre 1972) è un allenatore di calcio ed ex calciatore britannico originario di Turks e Caicos.

## Carriera

### Giocatore

#### Club
Ha militato nel KPMG United fino al 2008.

#### Nazionale
Ha esordito in Nazionale il 18 marzo 2000, in Saint Kitts e Nevis-Turks e Caicos (8-0). Ha giocato, con la maglia della Nazionale gare valide per le Qualificazioni ai mondiali 2002, 2006 e 2010. Ha collezionato in totale, con la maglia della Nazionale, 7 presenze.

### Allenatore
Nel 2006 è stato nominato tecnico ad interim della Nazionale di Turks e Caicos, ricoprendo la carica di giocatore-allenatore.

## Statistiche

### Cronologia presenze e reti in Nazionale
| Cronologia completa delle presenze e delle reti in nazionale ― Turks e Caicos | Cronologia completa delle presenze e delle reti in nazionale ― Turks e Caicos | Cronologia completa delle presenze e delle reti in nazionale ― Turks e Caicos | Cronologia completa delle presenze e delle reti in nazionale ― Turks e Caicos | Cronologia completa delle presenze e delle reti in nazionale ― Turks e Caicos | Cronologia completa delle presenze e delle reti in nazionale ― Turks e Caicos | Cronologia completa delle presenze e delle reti in nazionale ― Turks e Caicos | Cronologia completa delle presenze e delle reti in nazionale ― Turks e Caicos |
| Data                                                                          | Città                                                                         | In casa                                                                       | Risultato                                                                     | Ospiti                                                                        | Competizione                                                                  | Reti                                                                          | Note                                                                          |
| ----------------------------------------------------------------------------- | ----------------------------------------------------------------------------- | ----------------------------------------------------------------------------- | ----------------------------------------------------------------------------- | ----------------------------------------------------------------------------- | ----------------------------------------------------------------------------- | ----------------------------------------------------------------------------- | ----------------------------------------------------------------------------- |
| 18-03-2000                                                                    | Basseterre                                                                    | Saint Kitts e Nevis                                                           | 8 – 0                                                                         | Turks e Caicos                                                                | Qual. Mondiali 2002                                                           | -                                                                             | 31’                                                                           |
| 21-03-2000                                                                    | Basseterre                                                                    | Turks e Caicos                                                                | 0 – 6                                                                         | Saint Kitts e Nevis                                                           | Qual. Mondiali 2002                                                           | -                                                                             |                                                                               |
| 27-09-2000                                                                    | George Town                                                                   | Isole Cayman                                                                  | 3 – 0                                                                         | Turks e Caicos                                                                | Amichevole                                                                    | -                                                                             |                                                                               |
| 18-02-2004                                                                    | Miami                                                                         | Haiti                                                                         | 5 – 0                                                                         | Turks e Caicos                                                                | Qual. Mondiali 2006                                                           | -                                                                             |                                                                               |
| 21-02-2004                                                                    | Miami                                                                         | Turks e Caicos                                                                | 0 – 2                                                                         | Haiti                                                                         | Qual. Mondiali 2006                                                           | -                                                                             | 4’                                                                            |
| 06-02-2008                                                                    | Providenciales                                                                | Turks e Caicos                                                                | 2 – 1                                                                         | Saint Lucia                                                                   | Qual. Mondiali 2010                                                           | -                                                                             | 45’                                                                           |
| 26-03-2008                                                                    | Vieux-Fort                                                                    | Saint Lucia                                                                   | 2 – 0                                                                         | Turks e Caicos                                                                | Qual. Mondiali 2010                                                           | -                                                                             |                                                                               |
| Totale                                                                        |                                                                               | Presenze                                                                      | 7                                                                             |                                                                               | Reti                                                                          | 0                                                                             |                                                                               |